# Enemy of the State
Enemy of the State (literalment en català "Enemic de l'Estat") és una pel·lícula estatunidenca dirigida per Tony Scott, i estrenada el 1998. Tracta d'un grup d'agents renegats de l'Agència de Seguretat Nacional (NSA) que assassinen un polític congressista i que després intenten encobrir l'assassinat eliminant proves i testimonis. Va ser escrita per David Marconi i produïda per Jerry Bruckheimer. La pel·lícula és protagonitzada per Will Smith, Gene Hackman, Jon Voight, Lisa Bonet i Regina King. Va recaptar més de 250 milions de dòlars a tot el món.

## Argument
Robert Clayton Dean, un brillant advocat de Washington DC, es troba en possessió d'una cinta de vídeo que conté imatges de l'assassinat d'un membre del Congrés dels Estats Units. En l'assassinat hi apareixen involucrats agents de la NSA. Robert, perseguit per agents de l'organització més poderosa i invisible de la contraintel·ligència dels EUA, ha de deixar enrere la seva vida i fugir de la seva llar. L'únic home que el pot ajudar és un misteriós individu, Brill, exmembre de la NSA.

## Repartiment
| Actor/Actriu      | Rol                                        |
| ----------------- | ------------------------------------------ |
| Will Smith        | Robert Clayton Dean                        |
| Gene Hackman      | Edward 'Brill' Lyle                        |
| Barry Pepper      | David Pratt                                |
| Jon Voight        | Thomas Brian Reynolds                      |
| Regina King       | Carla Dean                                 |
| Ian Hart          | John Bingham                               |
| Lisa Bonet        | Rachel F. Banks                            |
| Jascha Washington | Eric Dean                                  |
| James LeGros      | Jerry Miller                               |
| Jake Busey        | Krug                                       |
| Scott Caan        | Jones                                      |
| Jamie Kennedy     | Jamie Williams                             |
| Jason Lee         | Daniel Leon Zavitz                         |
| Gabriel Byrne     | Fake Brill                                 |
| Stuart Wilson     | Congressman Sam Albert                     |
| Jack Black        | Fiedler                                    |
| Laura Cayouette   | Christa Hawkins                            |
| Loren Dean        | Loren Hicks                                |
| Dan Butler        | NSA Director Shaffer                       |
| Seth Green        | Selby (no acreditat)                       |
| Tom Sizemore      | Pintero (no acreditat)                     |
| Jason Robards     | Congressman Phil Hammersley (no acreditat) |
| Philip Baker Hall | Mark Silverberg (no acreditat)             |

## Producció
El guió originalment mostrava l'agència NSA com la dolenta, llavors la NSA va demanar que canviaren el guió perquè les accions terroristes foren responsabilitat d'un sol agent de la NSA. Els productors van cedir davant la petició.